# インフォメーション・ネットワーク福島
株式会社インフォメーション・ネットワーク福島（略称：INF）は、福島県福島市に本社を置く地域に密着した情報通信サービスを提供する第三セクターのICT企業である。

## 概要
旧郵政省（現総務省）の地域情報化施策であるテレトピア構想のモデル地域として福島市が指定を受け、当時ニューメディアと呼ばれたキャプテンシステムやCATVなどにより、地域の情報化を促進させ地域社会の活性化を図ることを目的として、1985年（昭和60年）12月に設立されたテレトピア推進法人である。福島市や福島県などの自治体と商工会議所や新聞社、テレビ局、金融機関などの民間企業が出資し第三セクターとして設立された株式会社である。
当初は、日本電信電話公社（現NTT）が開発したキャプテンシステムによる地域情報の発信を主な事業とした。キャプテンシステムは、その後のパソコンの急速な普及やインターネットの台頭によって普及は進まなかったが、キャプテンシステムによる自治体の情報発信を行った経緯から、インターネットに技術が変わった後も、福島県内自治体の、ウェブサイト制作やホスティングを行っており、現在も福島県内の1/3以上の自治体に利用されている。
現在は、自治体ウェブサイトの制作運用を中心に、自治体ネットワークシステムのアウトソーシング、住民向けアプリケーションの提供など、官公庁向けの情報通信サービス事業を主力としている。また、自社のデータセンターのホスティング環境において、官公庁や関連団体をはじめとした多くのWebサイトを運用管理している。
ネットワークシステムのアウトソーシングでは、運用のみならず、ネットワーク機器やデータセンター環境を含めた情報インフラも提供している。

## 沿革
| 1985年（昭和60年） | 福島市大町に株式会社インフォメーション・ネットワーク福島設立 |
| 1986年（昭和61年） | キャプテンシステム事業開始                                   |
| 1991年（平成3年）  | 本社移転 福島市山下町（現在地）                              |
| 1995年（平成7年）  | 市政情報案内・駐車場案内等のアプリケーションサービス開始     |
| 1996年（平成8年）  | 図書館・施設予約システム提供開始                             |
| 1997年（平成9年）  | インターネット事業開始                                       |
| 2002年（平成14年） | キャプテンシステム事業終了                                   |
| 2004年（平成16年） | インターネット映像配信サービス提供開始                       |
| 2008年（平成20年） | 自治体ネットワークアウトソーシングサービス提供開始           |
| 2010年（平成22年） | 自治体情報発信支援サービス提供開始                           |
| 2011年（平成23年） | ホスティング＆プライベートクラウドサービス提供開始           |
|                    | 被災自治体支援（県内自治体の災害サイト提供）                 |
| 2015年（平成27年） | 被災自治体新庁舎ネットワーク構築                             |

## 事業
- Webサービス

自治体向け情報発信支援サービス
Webサイト
情報発信環境提供（ホスティングサービス）
- 情報インフラアウトソーシングサービス・システム運用サービス
- ネットワークシステム構築サービス
- アプリケーションサービス